# جمال عبد الله
جمال عبد الله علي السراح مواليد 23 يناير 1988، لاعب كرة قدم إماراتي يجيد اللعب كحارس مرمى مع نادي العروبة معار من نادي كلباء في دوري الخليج العربي الإماراتي.

## مسيرة اللاعب
لعب في نادي الشعب ونادي عجمان ونادي دبي ونادي كلباء ونادي العروبة.

## روابط خارجية
- جمال عبد الله على موقع Soccerway.com (الإنجليزية)